# آدام اوبروبانسکی
آدام اوبروبانسکی (لهستانی: Adam Obrubański; ۲۸ دسامبر ۱۸۹۲ – آوریل ۱۹۴۰) بازیکن، مربی و داور فوتبال اهل لهستان بود.
از باشگاه‌هایی که در آن بازی کرده‌است می‌توان به باشگاه فوتبال ویسوا کراکوف اشاره کرد.